# Yohanan Alemanno
Pour les articles homonymes, voir Alemanno.
Yohanan Alemanno, de son nom complet Yohanan ben Isaac Alemanno, est un kabbaliste et un philosophe humaniste juif, né à Constantinople vers 1435, mort vers 1505 en Italie.

## Éléments biographiques
D’une famille d’origine judéo-allemande, installée à Constantinople, Yohanan Alemanno émigre en Italie dans les années 1450. Il étudie la philosophie et la kabbale à l’école rabbinique d’Ancône, auprès de Juda ben Yehiel, dit Messer Léon, le premier juif à recevoir le titre de docteur en philosophie dans une université chrétienne (Padoue, 1469).  
Yohanan Alemanno fut le maître d’Isaac de Pise et de son neveu, Yehiel Nissim de Pise, deux kabbalistes italiens qui poursuivront son œuvre.
Yohanan Alemanno entre en relation avec le comte Jean Pic de la Mirandole dans les années 1480. Alemanno initie Pic aux méthodes d'exégèse kabbalistiques.  La rencontre des deux hommes est à la source de la création de la kabbale chrétienne, selon Charles Mopsik. Alemanno réside à Florence entre 1492 et 1494, probablement dans la maison de Pic de la Mirandole.

## Œuvre
Dans la lignée de Messer Léon, Yohanan Alemanno met en jeu les méthodes d’exégèse kabbalistiques et la philosophie néo-platonicienne. Il publie des ouvrages où il tente de concilier l’héritage ésotérique juif et les idéaux humanistes de la Renaissance italienne. 
Ses œuvres les plus connues sont Cheshek Shelomoh (L’Amour de Salomon), un commentaire du Cantique des Cantiques ; Ene ha-Edah (Les yeux de l’assemblée), un commentaire sur le Pentateuque ; Hay ha-Olamim (L’Immortel) et Hayye Olam (La Vie éternelle), des traités sur l’immortalité.